# Manuel García Gargallo

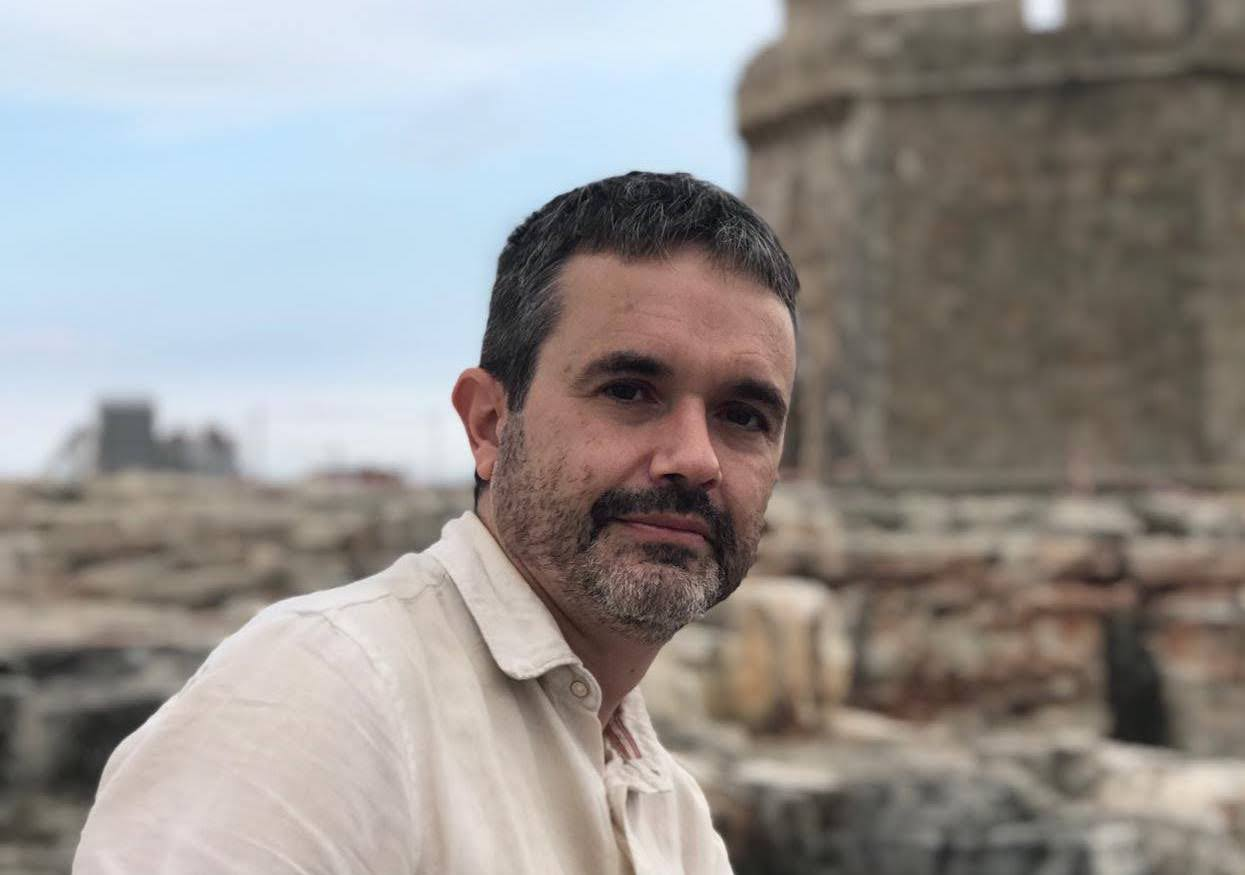
Manuel García (2021)

Manuel García Gargallo (* 24. Juni 1973 in Barcelona, Spanien) ist ein spanischer Forscher und Schriftsteller, spezialisiert auf Sportgeschichte.
Er hat einen Abschluss und Ph.D. in Geschichte von der Universität Barcelona (UB). Seine Bücher konzentrieren sich auf die Geschichte des Sports auf den Balearen, insbesondere Fußball, Radsport und Windhundrennen, außerdem hat er über klassische Musik gearbeitet. Er ist Autor von Artikeln in Fachzeitschriften und in der balearischen Presse zu denselben Themen. Er war ein Aktivist gegen den Verlust des sportlichen kulturellen Erbes, indem er gemeinsam die Erhaltung des Velódromo de Tirador in Palma und seine Wiederherstellung als Grünfläche forderte mit dem benachbarten Canódromo Balear (zukünftiger Stadtwald von Palma).

## Bücher
- Els origens de l’Atlètic Balears (1920–1942). Dels inicis a la fusió. Barcelona: Lulú, 2013
- 100 anys del Club Deportiu Consell. 1918–2018. Palma: Graficmon, 2017. In Zusammenarbeit mit Miguel Vidal Perelló
- El velòdrom de Tirador. Una història de l’esport a Mallorca. Palma: Illa Edicions, 2018
- Campeonatos Regionales de Baleares. Orígenes y desarrollo (1900–1940). Madrid: CIHEFE, 2019
- L’Atlètic Balears (1920–1942): Els primers anys d’una entitat centenària. Palma: Documenta Balear, 2020
- El Canòdrom Balear. Una historia del llebrer a Palma. Palma: Documenta Balear, 2021
- El mundo sonoro del siglo XX. 101 obras clásicas para un siglo. Palma: Documenta Balear, 2022